# Liquirizia (film)
Liquirizia è un film del 1979, diretto da Salvatore Samperi.
La pellicola è ambientata a Padova nel 1959.

## Trama
Due gruppi di studenti - i liceali di terza classe e i maturandi ragionieri - per celebrare l'ultimo giorno di scuola, decidono di realizzare uno spettacolo. Il confronto sul teatro sembra essere un'ulteriore sfida tra i due gruppi dopo quelle a pallone. Capitanati dall'occhialuto "secchione" Carletto, che da grande vorrebbe fare il regista, i liceali preparano numeri di rango, da teatro dell'opera; i ragionieri, orchestrati da Fulvio, si cimentano invece sulle canzoni e sul varietà. Un insuccesso totale gratifica parimenti entrambi.